# Diaethria janeira
Diaethria janeira är en fjärilsart som beskrevs av Felder 1862. Diaethria janeira ingår i släktet Diaethria och familjen praktfjärilar. Inga underarter finns listade i Catalogue of Life.